# Компланарност
У геометрији, компланарност је особина скупа тачака да се налазе у истој равни. Три тачке су увек компланарне а, ако нису колинеарне, такође једнозначно дефинишу и раван у којој се налазе. Додавањем четврте тачке скупу од три неколинеарне тачке долази се у ситуацију када она мора да задовољава одређене услове да би све четири тачке биле компланарне.

## Начини утврђивања
Узимају се четири различите и неколинеарне тачке A, B, C и D. Ако су најмање две од четири тачке колинеарне, такође су и компланарне. Ако има више од четири тачке, увек се могу изабрати три сталне и онда од осталих узимати једна по једна и тестирати на компланарност с њима.
Притом ће стање компланарности означавати исказ да тачке A, B, C и D припадају равни α, коју формирају тачке A, B и C:
{\displaystyle A,B,C,D\in \alpha \left(A,B,C\right)}

### Линеарна зависност
Ако су четири тачке компланарне, вектори који се њима могу формирати морају бити линеарно зависни. Другим речима, ово би значило да верктор {\displaystyle {\overrightarrow {AD}}} може да се изрази као линеарна комбинација вектора {\displaystyle {\overrightarrow {AB}}} и {\displaystyle {\overrightarrow {AC}}}:
{\displaystyle {\overrightarrow {AD}}=\alpha {\overrightarrow {AB}}+\beta {\overrightarrow {AC}},\;\;\alpha ,\beta \in R}
Ово исто важи и за друге комбинације, тј. {\displaystyle {\overrightarrow {AB}}} се може изразити као линеарна комбинација {\displaystyle {\overrightarrow {AC}}} и {\displaystyle {\overrightarrow {AD}}}, а {\displaystyle {\overrightarrow {AC}}} се може изразити као линеарна комбинација {\displaystyle {\overrightarrow {AB}}} и {\displaystyle {\overrightarrow {AD}}}.

### Преко запремине дефинисаног паралелопипеда
Четири тачке одређују три вектора, што је довољно да би се њима дефинисао један паралелопипед. Ако би све ове тачке лежале у једној равни, то би значило да је његова висина једнака нули. Даља импликација ове особине би била да је и запремина тог паралелопипеда једнака нули. Из тога произилази да су тачке компланарне ако је запремина овако одређеног паралелопипеда једнака нули.
У тродимензионом простору можемо се користити мешовитим производом, који је еквивалент запремине:
{\displaystyle \left[{\overrightarrow {AB}},{\overrightarrow {AC}},{\overrightarrow {AD}}\right]=0\Leftrightarrow \left({\overrightarrow {AB}}\times {\overrightarrow {AC}}\right){\overrightarrow {AD}}=0\Leftrightarrow A,B,C,D\in \alpha \left(A,B,C\right)}
Та зависност се такође може изразити кроз услов вредности детерминанте:
{\displaystyle {\begin{vmatrix}A_{x}&A_{y}&A_{z}&1\\B_{x}&B_{y}&B_{z}&1\\C_{x}&C_{y}&C_{z}&1\\D_{x}&D_{y}&D_{z}&1\\\end{vmatrix}}=0\Leftrightarrow A,B,C,D\in \alpha \left(A,B,C\right)}
То се такође може изразити кроз услов за детерминанту вектора које образују ове тачке:
{\displaystyle {\begin{vmatrix}a_{x}&a_{y}&a_{z}\\b_{x}&b_{y}&b_{z}\\c_{x}&c_{y}&c_{z}\\\end{vmatrix}}=0\Leftrightarrow A,B,C,D\in \alpha \left(A,B,C\right)}
При чему су употребљени вектори:
{\displaystyle {\overrightarrow {a}}={\overrightarrow {AB}},\;{\overrightarrow {b}}={\overrightarrow {AC}},\;{\overrightarrow {c}}={\overrightarrow {AD}}}